# Amaliendorf-Aalfang
Amaliendorf-Aalfang is een gemeente in de Oostenrijkse deelstaat Neder-Oostenrijk, gelegen in het district Gmünd (GD). De gemeente heeft ongeveer 1200 inwoners.

## Geografie
Amaliendorf-Aalfang heeft een oppervlakte van 8,03 km². Het ligt in het noordoosten van het land, niet ver van de grens met Tsjechië.

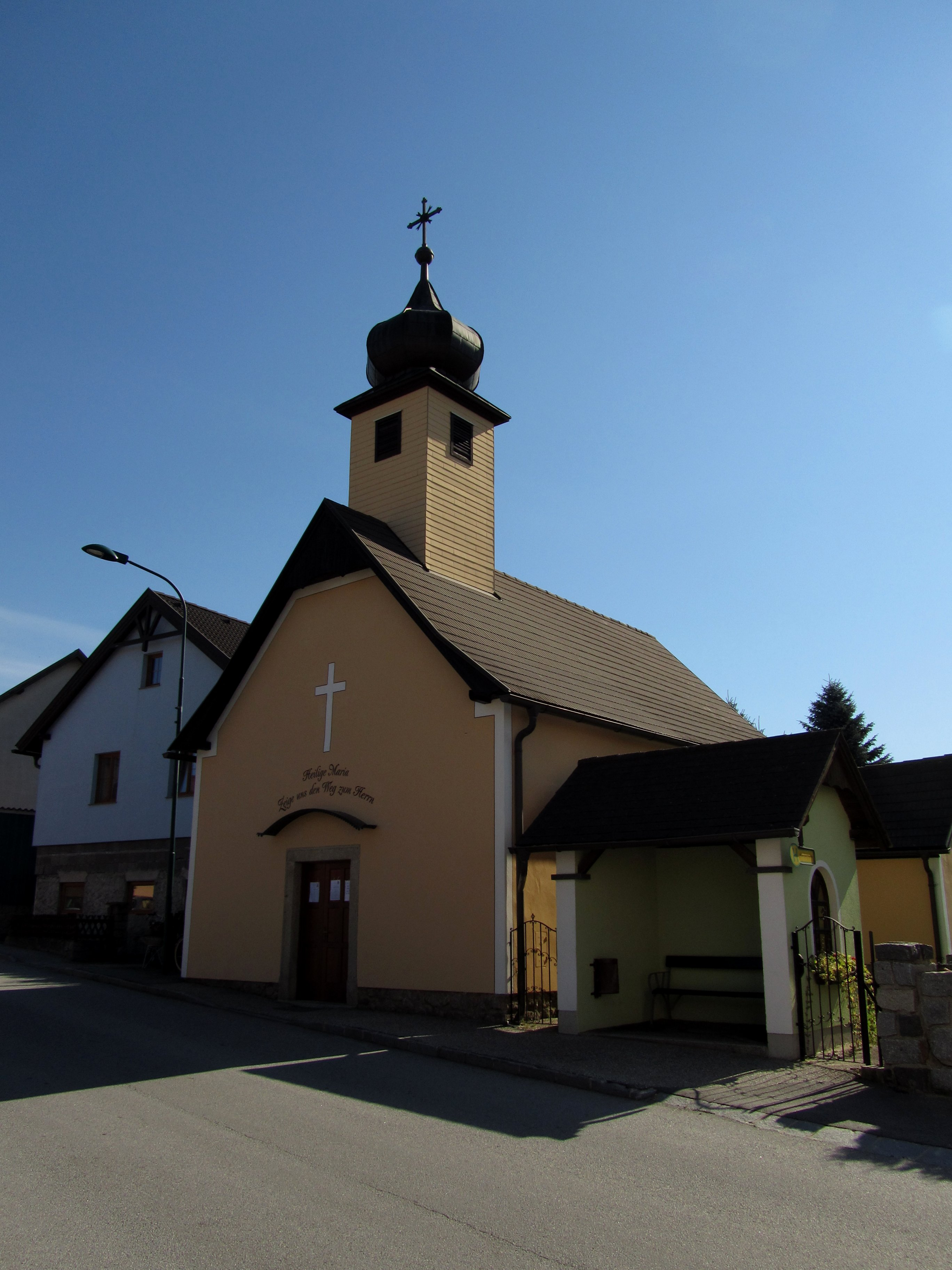

Amaliendorf-Aalfang · Bad Großpertholz · Brand-Nagelberg · Eggern · Eisgarn · Gmünd · Großdietmanns · Großschönau · Haugschlag · Heidenreichstein · Hirschbach · Hoheneich · Kirchberg am Walde · Litschau · Moorbad Harbach · Reingers · Schrems · St. Martin · Unserfrau-Altweitra · Waldenstein · Weitra
- Gemeinsame Normdatei: 4612705-7
- Nationale Bibliotheek van Israël: 987012093076505171
- Virtual International Authority File: 237009164
- WorldCat: E39PBJbGTYHVxmJ8GjhvGmqJDq